# Bolat Schäkimow
Bolat Ädijetuly Schäkimow (kasachisch Болат Әдиетұлы Шәкімов, russisch Булат Адиетович Шакимов Bulat Adijetowitsch Schakimow; * 4. Juni 1956 im Dorf Panika, Kasachische SSR) ist ein kasachischer Politiker.

## Leben
Bolat Schäkimow wurde 1956 im Dorf Panika (heute Aqtau) im heutigen Bezirk Tasqala in Westkasachstan geboren. Er absolvierte zwischen 1974 und 1979 ein Maschinenbaustudium am Landwirtschaftlichen Institut Westkasachstan. Einen weiteren Abschluss erlangte er 1991 am Institut für Politikwissenschaft und Management in Alma-Ata.
Seine berufliche Laufbahn begann er 1979 als Lehrer an einer weiterführenden Schule im Rajon Kamenski sowie Sekretär des Komsomol-Komitees an der Schule. Später war bei einem Kraftverkehrsunternehmen beschäftigt. Ab Dezember 1985 war er Ausbilder des Bezirkskomitees im Kamenski rajon der Kommunistischen Partei Kasachstans sowie Sekretär des Parteikomitees eines staatlichen landwirtschaftlichen Betriebes. 1991 war er kurzzeitig Assistent des Ersten Sekretärs des Parteikomitees der Region Ural sowie Vorsitzender des Regionalrates der Volksdeputierten und leitender Mitarbeiter der Regionalverwaltung.
Auch nach dem Zusammenbruch der Sowjetunion und der Unabhängigkeit Kasachstans arbeitete er zunächst weiter für die Behörden Kasachstans als leitender Mitarbeiter und Assistent der Verwaltung des Gebietes Westkasachstan. Im Juni 1993 ging er jedoch in die Privatwirtschaft, wo er in den folgenden Jahren verschiedene Unternehmen leitete. Erst im Dezember 2004 kehrte er in die Politik zurück, indem er Äkim des Bezirks Tasqala wurde. Im November 2007 wurde er dann Äkim des Bezirks Börli. Am 24. Januar 2012 wurde Schäkimow zum Bürgermeister der Stadt Oral ernannt. Nur einige Monate später trat er am 4. April 2013 auf eigenen Wunsch von diesem Amt zurück.
Seit 2013 ist er wieder in der Privatwirtschaft tätig und leitet ein Unternehmen, das er bereits zuvor führte.